# Colocleora potaenia
Colocleora potaenia är en fjärilsart som beskrevs av Louis Beethoven Prout 1915. Colocleora potaenia ingår i släktet Colocleora och familjen mätare. Inga underarter finns listade i Catalogue of Life.